# Чудесний Мандарин
«Чудесний Мандарин» (угор. A csodálatos mandarin) Op. 19, Sz. 73 (BB 82) одноактний балет-пантоміма, угорського композитора Бели Бартока на лібрето Меньхерта Лендела створений за мотивами китайської казки.

## Історія
Твір написаний відразу після закінчення Першої світової війни, того самого року, коли відбулась постановка опери Замок герцога Синя Борода (1911). «Чудесний Мандарин» є другим балетом-пантомімою Бартока після Дерев'яного принца (1914-1916).
У 1918 році твір був готовий в ескізах, а у 1924 була повністю завершена партитура. Прем'єра відбулась 27 листопада 1926 у Кельнській опері. Відверто еротичний сюжет балету спровокував скандал. Вистави були призупинені, а угорська влада взагалі його заборонила. На основі музики балету Барток створив оркестрову сюїту, прем'єра якої відбулась 15 жовтня 1928 року, а також зробив перекладення для двох фортепіано.

## Зміст
У хуліганському притоні якогось великого західного міста троє бандитів примушують дівчину заманювати перехожих до них у кімнату. У потріпаного старого кавалера та безпорадного юнака, котрі приходять до них, нема грошей, тому бандити викидають їх геть. Третім приходить незвичайний і страшний гість — китайський мандарин, який заблукав у великому місті. Перелякана дівчина спочатку не знає з чого почати. Згодом її спокусливий танець пробуджує у дивного гостя пристрасть і той починає дико переслідувати дівчину. Бандити кидаються на мандарина, забирають у нього гроші та тричі вбивають його: душать, заколюють і вішають, але даремно. Їхня жертва не може померти, не отримавши такого бажаного поцілунку дівчини.

## Оркестр
У творі використано потрійний склад великого симфонічного оркестру з фортепіано, органом та хором (в оркестровій сюїті хор відсутній).